# Gran Premio de la República Checa de Motociclismo de 2015
El Gran Premio de la República Checa de Motociclismo de 2015 (oficialmente bwin Grand Prix České Republiky) es la undécima prueba del Campeonato del Mundo de Motociclismo de 2015. Tuvo lugar en el fin de semana del 14 al 16 de agosto de 2015 en el Autódromo de Brno, situado en la ciudad de Brno, Moravia, República Checa.
La carrera de MotoGP la ganó Jorge Lorenzo, seguido de Marc Márquez y Valentino Rossi. Johann Zarco fue el ganador de la prueba de Moto2, por delante de Esteve Rabat y Álex Rins. La carrera de Moto3 fue ganada por Niccolò Antonelli, Enea Bastianini fue segundo y Brad Binder tercero.

## Resultados

### Resultados MotoGP
| Pos.    | N.º | Piloto           | Constructor    | Vueltas | Tiempo    | Parrilla | Puntos |
| ------- | --- | ---------------- | -------------- | ------- | --------- | -------- | ------ |
| 1       | 99  | Jorge Lorenzo    | Yamaha         | 22      | 42:53.042 | 1        | 25     |
| 2       | 93  | Marc Márquez     | Honda          | 22      | +4.462    | 2        | 20     |
| 3       | 46  | Valentino Rossi  | Yamaha         | 22      | +10.397   | 3        | 16     |
| 4       | 29  | Andrea Iannone   | Ducati         | 22      | +13.071   | 4        | 13     |
| 5       | 26  | Dani Pedrosa     | Honda          | 22      | +15.650   | 9        | 11     |
| 6       | 4   | Andrea Dovizioso | Ducati         | 22      | +15.725   | 6        | 10     |
| 7       | 38  | Bradley Smith    | Yamaha         | 22      | +21.821   | 5        | 9      |
| 8       | 44  | Pol Espargaró    | Yamaha         | 22      | +23.240   | 8        | 8      |
| 9       | 41  | Aleix Espargaró  | Suzuki         | 22      | +43.784   | 15       | 7      |
| 10      | 9   | Danilo Petrucci  | Ducati         | 22      | +45.261   | 13       | 6      |
| 11      | 68  | Yonny Hernández  | Ducati         | 22      | +49.973   | 12       | 5      |
| 12      | 45  | Scott Redding    | Honda          | 22      | +50.174   | 14       | 4      |
| 13      | 19  | Álvaro Bautista  | Aprilia        | 22      | +54.437   | 19       | 3      |
| 14      | 6   | Stefan Bradl     | Aprilia        | 22      | +54.624   | 16       | 2      |
| 15      | 76  | Loris Baz        | Yamaha Forward | 22      | +1:00.316 | 18       | 1      |
| 16      | 8   | Héctor Barberá   | Ducati         | 22      | +1:01.595 | 11       |        |
| 17      | 69  | Nicky Hayden     | Honda          | 22      | +1:02.388 | 21       |        |
| 18      | 63  | Mike Di Meglio   | Ducati         | 22      | +1:05.944 | 17       |        |
| 19      | 43  | Jack Miller      | Honda          | 22      | +1:11.407 | 22       |        |
| 20      | 71  | Claudio Corti    | Yamaha Forward | 22      | +1:50.033 | 24       |        |
| 21      | 17  | Karel Abraham    | Honda          | 22      | +2:02.655 | 25       |        |
| Ret     | 25  | Maverick Viñales | Suzuki         | 15      | Caída     | 7        |        |
| Ret     | 35  | Cal Crutchlow    | Honda          | 14      | Caída     | 10       |        |
| Ret     | 50  | Eugene Laverty   | Honda          | 4       | Caída     | 20       |        |
| Ret     | 15  | Alex de Angelis  | ART            | 3       | Caída     | 23       |        |
| Fuente: |     |                  |                |         |           |          |        |

### Resultados Moto2
| Pos.    | N.º | Piloto              | Constructor | Vueltas | Tiempo    | Parrilla | Puntos |
| ------- | --- | ------------------- | ----------- | ------- | --------- | -------- | ------ |
| 1       | 5   | Johann Zarco        | Kalex       | 20      | 41:02.500 | 1        | 25     |
| 2       | 1   | Esteve Rabat        | Kalex       | 20      | +1.421    | 2        | 20     |
| 3       | 40  | Álex Rins           | Kalex       | 20      | +1.785    | 3        | 16     |
| 4       | 73  | Álex Márquez        | Kalex       | 20      | +4.393    | 7        | 13     |
| 5       | 22  | Sam Lowes           | Speed Up    | 20      | +7.844    | 13       | 11     |
| 6       | 94  | Jonas Folger        | Kalex       | 20      | +8.056    | 10       | 10     |
| 7       | 12  | Thomas Lüthi        | Kalex       | 20      | +9.882    | 5        | 9      |
| 8       | 11  | Sandro Cortese      | Kalex       | 20      | +10.074   | 4        | 8      |
| 9       | 39  | Luis Salom          | Kalex       | 20      | +11.921   | 15       | 7      |
| 10      | 21  | Franco Morbidelli   | Kalex       | 20      | +12.479   | 8        | 6      |
| 11      | 3   | Simone Corsi        | Kalex       | 20      | +17.694   | 12       | 5      |
| 12      | 30  | Takaaki Nakagami    | Kalex       | 20      | +17.763   | 16       | 4      |
| 13      | 77  | Dominique Aegerter  | Kalex       | 20      | +18.352   | 6        | 3      |
| 14      | 55  | Hafizh Syahrin      | Kalex       | 20      | +18.522   | 17       | 2      |
| 15      | 36  | Mika Kallio         | Kalex       | 20      | +19.377   | 18       | 1      |
| 16      | 19  | Xavier Siméon       | Kalex       | 20      | +20.811   | 19       |        |
| 17      | 49  | Axel Pons           | Kalex       | 20      | +21.272   | 9        |        |
| 18      | 60  | Julián Simón        | Speed Up    | 20      | +22.119   | 22       |        |
| 19      | 23  | Marcel Schrötter    | Tech 3      | 20      | +25.946   | 21       |        |
| 20      | 4   | Randy Krummenacher  | Kalex       | 20      | +26.586   | 14       |        |
| 21      | 95  | Anthony West        | Speed Up    | 20      | +39.425   | 23       |        |
| 22      | 57  | Edgar Pons          | Kalex       | 20      | +44.290   | 27       |        |
| 23      | 25  | Azlan Shah          | Kalex       | 20      | +44.657   | 25       |        |
| 24      | 88  | Ricard Cardús       | Suter       | 20      | +44.747   | 28       |        |
| 25      | 10  | Thitipong Warokorn  | Kalex       | 20      | +46.960   | 26       |        |
| 26      | 2   | Jesko Raffin        | Kalex       | 20      | +53.547   | 31       |        |
| Ret     | 97  | Xavi Vierge         | Tech 3      | 16      | Retirado  | 30       |        |
| Ret     | 7   | Lorenzo Baldassarri | Kalex       | 12      | Retirado  | 11       |        |
| Ret     | 66  | Florian Alt         | Suter       | 12      | Retirado  | 29       |        |
| Ret     | 96  | Louis Rossi         | Tech 3      | 11      | Retirado  | 20       |        |
| Ret     | 70  | Robin Mulhauser     | Kalex       | 3       | Caída     | 24       |        |
| Fuente: |     |                     |             |         |           |          |        |

### Resultados Moto3
El primer intento de correr la carrera fue interrumpido por dos accidentes separados que involucraron a varios pilotos. Para la reanudación, la distancia de la carrera fue reducida de 19 a 12 vueltas.
| Pos.    | N.º | Piloto                 | Constructor | Vueltas | Tiempo               | Parrilla | Puntos |
| ------- | --- | ---------------------- | ----------- | ------- | -------------------- | -------- | ------ |
| 1       | 23  | Niccolò Antonelli      | Honda       | 12      | 25:56.866            | 1        | 25     |
| 2       | 33  | Enea Bastianini        | Honda       | 12      | +0.152               | 15       | 20     |
| 3       | 41  | Brad Binder            | KTM         | 12      | +0.376               | 6        | 16     |
| 4       | 7   | Efrén Vázquez          | Honda       | 12      | +0.540               | 8        | 13     |
| 5       | 9   | Jorge Navarro          | Honda       | 12      | +0.560               | 3        | 11     |
| 6       | 5   | Romano Fenati          | KTM         | 12      | +0.821               | 22       | 10     |
| 7       | 52  | Danny Kent             | Honda       | 12      | +1.179               | 2        | 9      |
| 8       | 44  | Miguel Oliveira        | KTM         | 12      | +1.188               | 12       | 8      |
| 9       | 84  | Jakub Kornfeil         | KTM         | 12      | +1.420               | 19       | 7      |
| 10      | 17  | John McPhee            | Honda       | 12      | +3.385               | 10       | 6      |
| 11      | 88  | Jorge Martín           | Mahindra    | 12      | +5.751               | 9        | 5      |
| 12      | 21  | Francesco Bagnaia      | Mahindra    | 12      | +5.846               | 27       | 4      |
| 13      | 16  | Andrea Migno           | KTM         | 12      | +5.910               | 26       | 3      |
| 14      | 58  | Juan Francisco Guevara | Mahindra    | 12      | +6.173               | 13       | 2      |
| 15      | 65  | Philipp Öttl           | KTM         | 12      | +6.268               | 24       | 1      |
| 16      | 40  | Darryn Binder          | Mahindra    | 12      | +7.648               | 16       |        |
| 17      | 2   | Remy Gardner           | Mahindra    | 12      | +7.702               | 17       |        |
| 18      | 11  | Livio Loi              | Honda       | 12      | +8.207               | 32       |        |
| 19      | 48  | Lorenzo Dalla Porta    | Husqvarna   | 12      | +14.302              | 23       |        |
| 20      | 24  | Tatsuki Suzuki         | Mahindra    | 12      | +16.013              | 20       |        |
| 21      | 12  | Matteo Ferrari         | Mahindra    | 12      | +16.127              | 35       |        |
| 22      | 63  | Zulfahmi Khairuddin    | KTM         | 12      | +16.742              | 33       |        |
| 23      | 6   | María Herrera          | Husqvarna   | 12      | +16.927              | 31       |        |
| 24      | 29  | Stefano Manzi          | Mahindra    | 12      | +18.967              | 30       |        |
| 25      | 19  | Alessandro Tonucci     | Mahindra    | 12      | +31.460              | 29       |        |
| 26      | 98  | Karel Hanika           | KTM         | 12      | +37.086              | 7        |        |
| 27      | 95  | Jules Danilo           | Honda       | 12      | +1:01.665            | 11       |        |
| Ret     | 86  | Kevin Hanus            | Honda       | 9       | Caída                | 36       |        |
| Ret     | 10  | Alexis Masbou          | Honda       | 8       | Caída                | 5        |        |
| Ret     | 20  | Fabio Quartararo       | Honda       | 7       | Retirado             | 4        |        |
| Ret     | 32  | Isaac Viñales          | KTM         | 1       | Caída                | 14       |        |
| DNS     | 97  | Maximilian Kappler     | FTR Honda   | 0       | No salió 2.ª carrera | 34       |        |
| DNS     | 76  | Hiroki Ono             | Honda       | 0       | No salió 2.ª carrera | 18       |        |
| DNS     | 55  | Andrea Locatelli       | Honda       | 0       | No salió 2.ª carrera | 21       |        |
| DNS     | 91  | Gabriel Rodrigo        | KTM         | 0       | No salió 2.ª carrera | 25       |        |
| DNS     | 31  | Niklas Ajo             | KTM         | 0       | No salió 2.ª carrera | 28       |        |
| Fuente: |     |                        |             |         |                      |          |        |